# Suzuki Shinichi
Shinichi Suzuki (鈴木 鎮 一, Suzuki Shin'ichi, 17 tháng 10 năm 1898 - 26 tháng 1 năm 1998) một nhạc sĩ, nhà triết học và nhà giáo dục Nhật Bản. Suzuki là người sáng lập ra phương pháp giáo dục âm nhạc quốc tế Suzuki và cũng là người phát triển một triết lý để giáo dục mọi người ở mọi lứa tuổi và khả năng. Ông là một nhà sư phạm có ảnh hưởng lớn trong việc giáo dục âm nhạc cho trẻ em, và ông thường nói về khả năng học tốt mọi thứ của tất cả trẻ em, đặc biệt là trong môi trường thích hợp. Ông phát triển tâm hồn và xây dựng nhân cách của học sinh thông qua môi trường giáo dục âm nhạc của chúng. Trước thời của ông, rất hiếm trẻ em được  dạy nhạc cụ cổ điển một cách chính thức ngay từ khi còn nhỏ và càng hiếm trẻ em được giáo viên dạy nhạc chấp nhận mà không cần thử tài năng hay kiểm tra đầu vào. Ông không chỉ nỗ lực dạy đàn violin cho trẻ em từ khi còn nhỏ và sau đó là trẻ sơ sinh, trường học của ông ở Matsumoto còn không sàng lọc ứng viên về khả năng của họ khi nhập học. Suzuki cũng chịu trách nhiệm đào tạo một số nghệ sĩ vĩ cầm Nhật Bản sớm nhất để được bổ nhiệm thành công vào các tổ chức âm nhạc cổ điển phương Tây nổi tiếng. Trong suốt cuộc đời của mình, ông đã nhận được một số bằng tiến sĩ danh dự về âm nhạc, bao gồm từ Nhạc viện New England (1956), và Nhạc viện Đại học Oberlin, được công nhận là Bảo vật Quốc gia Sống của Nhật Bản, và được đề cử giải Nobel Hòa bình.

## Tiểu sử
Sinh năm 1898 tại Nagoya, Nhật Bản. Ông sinh ra trong một gia đình 12 người con. Shinichi Suzuki đã trải qua thời thơ ấu làm việc tại nhà máy sản xuất vĩ cầm của cha mình (nay là Suzuki Violin Co., Ltd.), chuyên sáng tạo ra các phụ kiện vĩ cầm. Một người bạn của gia đình khuyến khích Shinichi học văn hóa phương Tây, nhưng cha ông cảm thấy Suzuki trở thành một nghệ sĩ biểu diễn không có lợi. Tuy nhiên, vào năm 1916 Suzuki bắt đầu tự học chơi violin, lấy cảm hứng từ một bản thu âm của Mischa Elman. Không được hướng dẫn chuyên môn, nhưng ông cố nghe các bản ghi âm và cố gắng bắt chước những gì mình nghe được.
Khi Suzuki 26 tuổi, người bạn của ông là Hầu tước Tokugawa thuyết phục cha của Suzuki để ông đến Đức, nơi Suzuki tuyên bố đã theo học Karl Klingler. Suzuki cũng tuyên bố đã dành thời gian ở đó dưới sự hướng dẫn của Albert Einstein. Ông cũng đã gặp và kết hôn với Waltraud Prange (1905–2000).
Khi trở về Nhật Bản, ông thành lập nhóm tứ tấu đàn dây với các anh em của mình và bắt đầu giảng dạy tại Trường Âm nhạc Hoàng gia và Trường Âm nhạc Kunitachi ở Tokyo, đồng thời bắt đầu quan tâm đến việc phát triển giáo dục âm nhạc cho các học sinh trẻ về violin.
Trong Chiến tranh thế giới thứ hai, nhà máy sản xuất vĩ cầm của cha ông đã được chuyển đổi thành nhà máy nhiên liệu để chế tạo phao thủy phi cơ. Nó bị máy bay chiến đấu của Mỹ ném bom, một trong những người anh em của Suzuki chết. Suzuki và vợ cuối cùng đã di tản đến các địa điểm riêng biệt khi điều kiện trở nên quá không an toàn đối với bà, khi bà là một công dân Đức cũ, và nhà máy đang gặp khó khăn để hoạt động do thiếu gỗ. Suzuki cùng với các thành viên khác trong gia đình đến một vùng núi để lấy gỗ từ một nhà máy geta, và vợ ông chuyển đến một "ngôi làng của người Đức", nơi người Đức và người Đức cũ sống cách ly.
Sau khi chiến tranh kết thúc, Suzuki được mời đến dạy tại một trường âm nhạc mới, và ông đã đồng ý với điều kiện rằng ông được phép phát triển việc dạy nhạc cho trẻ em từ giai đoạn sơ sinh và mầm non. Ông nhận nuôi nhiều gia đình và tiếp tục việc giáo dục âm nhạc của một trong những học sinh trước chiến tranh của ông, Koji. Khi biết rằng Koji mồ côi, ông nhận nuôi Koji. Suzuki và vợ cuối cùng đoàn tụ và chuyển đến Matsumoto, nơi ông tiếp tục dạy học.
Ông là Người bảo trợ Quốc gia của Delta Omicron, một hội âm nhạc chuyên nghiệp quốc tế.
Shinichi Suzuki qua đời tại nhà riêng ở Matsumoto, Nhật Bản vào ngày 26 tháng 1 năm 1998, hưởng thọ 99 tuổi.

## Tranh cãi
Một số thông tin của Suzuki chẳng hạn như nền tảng giáo dục và các chứng nhận của ông đã được giám sát kỹ lưỡng. Ví dụ, hồ sơ trường học chính thức được tìm thấy cho biết rằng Suzuki chơi bản sonata Handel đã thất bại trong buổi thử đầu vào của nhạc viện Karl Klinger.

## Đóng góp cho nền sư phạm
Những kinh nghiệm của Shinichi Suzuki khi còn là một người mới bắt đầu trưởng thành và những triết lý mà ông nắm giữ, nhận ra trong cuộc đời mình đều đã được đúc kết lại trong các bài học mà ông đã phát triển để dạy học sinh của mình. Các trường giáo dục mầm non đã kết hợp các triết lý và phương pháp tiếp cận của ông với các nhà sư phạm như Orff, Kodály, Montessori, Dalcroze và Doman.
"Đầu tiên, để xác lập kỷ lục, đây không phải là một 'phương pháp giảng dạy.' Bạn không thể mua mười tập sách Suzuki và trở thành 'Giáo viên Suzuki'. Tiến sĩ Suzuki đã phát triển một triết lý mà khi được hiểu một cách đầy đủ nhất, có thể là triết lý sống. Ông không cố gắng tạo ra thế giới của những nghệ sĩ vĩ cầm. Mục đích chính của ông là mở ra một thế giới tươi đẹp cho trẻ nhỏ ở khắp mọi nơi mà chúng có thể tận hưởng cuộc sống của họ nhiều hơn nhờ những âm thanh do Chúa ban tặng cho âm nhạc "(Hermann, 1971).

Suzuki đã phát triển mong muốn của mình thông qua một niềm tin mạnh mẽ vào ý tưởng "Giáo dục Tài năng", một triết lý giảng dạy dựa trên tiền đề rằng tài năng, âm nhạc hay bất kì cái gì, chúng đều là thứ có thể được phát triển ở bất kỳ đứa trẻ nào. Tại Lễ hội Quốc gia 1958, ông nói:
"Mặc dù vẫn đang trong giai đoạn thử nghiệm, Giáo gục tài năng đã nhận ra rằng tất cả trẻ em trên thế giới đều thể hiện năng lực tuyệt vời của mình bằng cách nói và hiểu Ngôn ngữ mẹ đẻ của chúng, do đó thể hiện sức mạnh ban đầu của trí óc con người. Có phải là không có khả năng rằng phương pháp ngôn ngữ mẹ này nắm giữ chìa khóa cho phát triển con người? Giáo dục tài năng đã áp dụng phương pháp này vào việc giảng dạy âm nhạc: những đứa trẻ không có năng khiếu trước đó hoặc bị kiểm tra trí thông minh thuộc bất kỳ hình thức nào, hầu như không có ngoại lệ tiến bộ vượt bậc. Điều này không có nghĩa là tất cả mọi người đều có thể đạt được cùng một mức độ thành tích. Tuy nhiên, mỗi cá nhân chắc chắn có thể đạt được trình độ thông thạo ngôn ngữ của mình trong các lĩnh vực khác nhau."— Shinichi Suzuki, (Kendall,1966)

Suzuki cũng hợp tác với các nhà tư tưởng khác cùng thời với ông, như Glenn Doman, người sáng lập Viện Thành tựu Tiềm năng Con người, một tổ chức nghiên cứu sự phát triển thần kinh ở trẻ nhỏ. Suzuki và Doman đồng ý với tiền đề rằng tất cả trẻ nhỏ đều có tiềm năng to lớn, và Suzuki đã phỏng vấn Doman cho cuốn sách Nơi tình yêu sâu đậm.
Khía cạnh học tập theo nhận thức luận, hay như Suzuki gọi, triết lý "tiếng mẹ đẻ", trong đó trẻ em học thông qua quan sát của chính chúng về môi trường của chúng, đặc biệt là trong việc học ngôn ngữ đầu tiên. Phong trào Suzuki trên toàn thế giới tiếp tục sử dụng những lý thuyết mà chính Suzuki đã đưa ra vào giữa những năm 1940 và liên tục được phát triển cho đến ngày nay, xuất phát từ việc ông khuyến khích những người khác tiếp tục phát triển và nghiên cứu việc giáo dục trẻ em trong suốt cuộc đời của mình.
Ông đã đào tạo các giáo viên khác, những người đã trở về quốc gia của họ và giúp phát triển phương pháp và triết lý Suzuki ra quốc tế.

## Triết lý Suzuki
Suzuki Talent Education hay Phương pháp Suzuki kết hợp phương pháp giảng dạy âm nhạc với triết lý nâng cao sự phát triển toàn diện của trẻ. Nguyên tắc hướng dẫn của Suzuki là "tính cách thứ nhất, khả năng thứ hai", và bất kỳ đứa trẻ nào cũng có thể học được.

## Giải thưởng, danh hiệu và đề cử
- Hạng Ba Order of the Rising Sun (khoảng năm 1970)[10]
- Tiến sĩ âm nhạc danh dự, Nhạc viện New England (1966)[11][12]
- Tiến sĩ âm nhạc danh dự, Đại học Louisville (1967)[11]
- Tiến sĩ âm nhạc danh dự, Trường  Đại học âm nhạc Rochester Eastman (1972)[11][13]
- Tiến sĩ âm nhạc danh dự, Nhạc viện Đại học Oberlin (1984)[11]
- Tiến sĩ âm nhạc danh dự, Viện âm nhạc Cleveland (1990)[14]
- Giáo sư xuất sắc danh dự, Đại học North East Louisiana (1982)[11]
- Người được đề cử giải Nobel Hòa bình (1993)[15]

## Tác phẩm
Suzuki đã viết một số cuốn sách ngắn về phương pháp và cuộc đời của ông, một số trong số đó được dịch từ tiếng Nhật sang tiếng Anh bởi người vợ sinh ra ở Đức của ông, Waltraud Suzuki, bao gồm:
- Nurtured by Love (tạm dịch: Được nuôi dưỡng bởi tình yêu)
- Ability Development from Age Zero (tạm dịch: Phát triển khả năng từ 0 tuổi)
- Man and Talent: Search into the Unknown (tạm dịch: Con người và Tài năng: Tìm kiếm những điều chưa biết)
- Where Love is Deep (tạm dịch: Nơi tình yêu sâu đậm)